# Tarek Yehia
Tarek Yehia Fouad Abdelazim (* 18. Mai 1987 in Al-Minya) ist ein ägyptischer Gewichtheber. Er war Teilnehmer der Olympischen Spiele 2008 in Peking und 2012 in London. Des Weiteren war er Teilnehmer an mehreren Weltmeisterschaften, Mittelmeerspielen, Afrikameisterschaften und den Panarabischen Spielen.
Sein größter Erfolg war die Bronzemedaille bei den Olympischen Spielen 2012. Diese Medaille erhielt er nachträglich, da der Russe Apti Auchadow des Dopings überführt wurde. Bei den Weltmeisterschaften 2010 gewann er im Leichtgewicht bis 69 kg die Bronzemedaille im Stoßen und Zweikampf. Bei den Mittelmeerspielen 2013 gewann er im Stoßen und Reißen in der Klasse bis 85 kg jeweils die Goldmedaille.

## Internationale Ergebnisse
- Bei den Weltmeisterschaften 2007 erreichte er im Leichtgewicht bis 69 kg den 22. Platz.[1]
- Bei den Afrikameisterschaften 2007 erreichte er im Leichtgewicht bis 69 kg die Silbermedaille.[2]

- Bei den Olympischen Spielen 2008[3] in Peking wurde er 9. im Leichtgewicht bis 69 kg.
- Bei den Afrikameisterschaften 2008[4] erreichte er den 2. Platz im Leichtgewicht bis 69 kg.
- Bei den Mittelmeerspielen 2009[5] erreichte er den 3. Platz in der Klasse bis 77 kg. Bei der Weltmeisterschaft erreichte er den 6. Platz.
- Bei den Weltmeisterschaften 2010[6] gewann in der Kategorie bis 77 kg die Bronzemedaille.
- Bei den Panarabischen Spielen 2011[7] in Katar gewann er in der Klasse bis 85 kg die Silbermedaille.
- Bei den Olympischen Spielen 2012 in London wurde er zunächst Vierter und gewann nachträglich die Bronzemedaille.[8] Der Russe Apti Auchadow, der die Silbermedaille gewann, wurde des Dopings überführt.[9]
- Bei den Mittelmeer Spielen 2013[10] gewann er Goldmedaille in der Klasse bis 85 kg. Bei den Weltmeisterschaften[11] erreichte er den 7. Platz

- Beim IWF Grand Prix 2015[12] erreichte er in der Klasse bis 85 kg den 8. Platz. Bei den Weltmeisterschaften im gleichen Jahr erreichte er den 13. Platz.
- Bei den Weltmeisterschaften 2015[13] erreichte er den 13. Platz in der Kategorie bis 85 kg.
- Bei der Arabischen Meisterschaft 2015[14] gewann er die Goldmedaille in der Kategorie bis 85 kg.